# 1231
1231 (MCCXXXI) var ett normalår som började en onsdag i den julianska kalendern.

## Händelser

### Okänt datum
- Knut Långe kröns till svensk kung.
- Halmstad omnämns för första gången.
- Barcelonette grundläggs.
- Riksdag i Worms. Furstarnas landshöghet erkännes. Jämte riksständer börjar lantständer framträda.
- Universitetet i Cambridge upprättas.

## Födda
- John de Warenne, 7:e earl av Surrey

## Avlidna
- 13 juni – Antonius av Padua, portugisisk-italiensk franciskanermunk, präst och teolog, helgon.
- 17 november – Elisabet av Thüringen, ungersk lantgrevinna, helgonförklarad 1235.
- Abd-ul-latif, arabisk författare.
- Aurembiaix av Urgell, andorransk feodalhärskare.